# Olga Anatoljewna Sokolowa
Olga Anatoljewna Sokolowa (russisch Ольга Анатольевна Соколова, englische Transkription Olga Sokolova; * 26. Dezember 1969 in Welikije Luki, Oblast Pskow, RSFSR) ist eine ehemalige sowjetische und später russische Radrennfahrerin.

## Sportlicher Werdegang
Sokolowa trat international erstmals 1990 in Erscheinung, als sie mit dem sowjetischen Team eine Etappe des Frauenrennes von Paris–Bourges gewann. 1993 und 1994 trat sie für Russland bei den Straßenradsport-Weltmeisterschaften an. 1993 wurde sie gemeinsam mit Swetlana Bubnenkowa, Alexandra Koljassewa und Walentina Polchanowa Weltmeisterin im Mannschaftszeitfahren, 1994 verteidigte das Team in derselben Besetzung erfolgreich den Titel. In den Straßenrennen belegte sie Platz 85 und Platz 35. 1994 war sie auch bei verschiedenen internationalen Etappenrennen erfolgreich, bei denen sie mehrere Etappengewinne erzielen konnte.
Seit der Saison 2015 wird Sokolowa nicht mehr in den Ergebnislisten geführt.

## Ehrungen
- Meister des Sports Russlands internationaler Klasse
- Verdienter Meister des Sports Russlands

## Erfolge
1990
- eine Etappe Paris–Bourges

1993
- Weltmeisterin – Mannschaftszeitfahren (mit Swetlana Bubnenkowa, Alexandra Koljassewa und Walentina Polchanowa)

1994
- Weltmeisterin – Mannschaftszeitfahren (mit Swetlana Bubnenkowa, Alexandra Koljassewa und Walentina Polchanowa)
- eine Etappe Tour de l’Aude Cycliste Féminin
- eine Etappe Gracia Orlová
- zwei Etappen Tour du Finistère